# Rennefeld (Medebach)
Rennefeld ist ein Weiler der Hansestadt Medebach im Hochsauerlandkreis (NRW).
Der Weiler liegt an der Küstelberger Straße, der L 740. Im Kern befinden sich eine Bushaltestelle und der Hof Rennefeld. Rennefeld liegt zwischen Medebach und Hallacker, der Fluss Medebach entspringt kurz vor dem Bauernhof. Im Zuge des Zweiten Weltkriegs gab es beim Vorrücken der US-Armee blutige Kämpfe um den Hof.